# CiBy 2000
CiBy 2000 je француска продукцијска кућа.

## Филмографија
1. Banlieue 13 - Ultimatum (2009)
2. Chambre des morts, La (2007)
3. Immortel (ad vitam) (2004)
4. 7 ans de mariage (2003)
5. The Straight Story (1999)
6. Црна мачка бели мачор (1998)
7. Que la lumière soit (1998)
8. Femme du cosmonaute, La (1998)
9. Carne trémula (1997)
10. Messieurs les enfants (1997)
11. Career Girls (1997)
12. Ta'm e guilass (1997)
13. The End of Violence (1997)
14. Изгубљени ауто-пут (1997)
15. Different for Girls (1996)
16. Fallait pas!... (1996)
17. Тајне и лажи (1996)
18. Канзас сити (1996)
19. Maître des éléphants, Le (1995)
20. Flor de mi secreto, La (1995)
21. Underground (1995)
22. Џорџија (1995)
23. Dieu, l'amant de ma mère et le fils du charcutier (1995)
24. Dolor y vida: Un acercamiento a 'La flor de mi secreto' (1995) (TV)
25. Венчање без младожење (1994)
26. Zire darakhatan zeyton (1994)
27. Sin compasión (1994)
28. Fille de d'Artagnan, La (1994)
29. Casque bleu (1994)
30. The Glass Shield (1994)
31. Uncovered (1994)
32. Мали Буда (1993)
33. Кика (1993)
34. Сат свиње (1993)
35. Ombre du doute, L' (1993)
36. Tronc, Le (1993)
37. À cause d'elle (1993)
38. The Baby of Mâcon (1993)
39. Клавир (1993)
40. Acción mutante (1993)
41. À demain (1992)
42. Fille de l'air, La (1992)
43. Луна Парк (1992)
44. Twin Peaks: Fire Walk with Me (1992)
45. Ma vie est un enfer (1991)
46. Tacones lejanos (1991)
47. Une époque formidable... (1991)
48. Reine blanche, La (1991)